# Kremenetskibjergene Nationalpark
Kremenetskibjergene Nationalpark (ukrainsk: національний природний парк «Кременецькі гори») dækker en klynge af bjerge og højdedrag i Holohoro-Kremenetskyj rækken på den Podoliske slette i det vestlige centrale Ukraine. Administrativt ligger parken i Kremenets rajon i Ternopil Oblast.

## Topografi
Bjergene med parkens navn er den sydøstlige tredjedel af Holohoro-Kremenetskyj højderyggen, som strækker sig 170 km på tværs af den vestlige del af Ukraine. De består af stærkt eroderede bakker af kridt, ler og kalksten. Terrænet består af lave højdedrag og plateauer gennemskåret af kløfter og ådale. På de nordlige skråninger falder bjergene stejlt til sletterne i Lille Polesien. Klippefremspring af kridt og mergel danner terrasser og afsatser. Individuelle bakker er adskilt fra andre, hvor erosion har slidt l ettere sten væk.
Som med mange ukrainske nationalparker blev Kremenets-bjergene skabt for at samle en række mindre beskyttede områder, både naturlige og kulturelle. Disse underområder bevarer normalt deres oprindelige juridiske struktur. I Kremenets-bjergene omfatter disse underenheder:
- Veselovskyj Botaniske Reservat, en over 100 år gammel ege-avnbøg-aske skov.
- Det statsejede Dovzjotskyj Botaniske Reservat, en lignende skov af ege-avnbøg-aske.
- Den lokalt ejede Bilokrynytskyj Zoologiske Reservat, der beskytter reproduktion og restaurering af dyr under pres fra jagt.
- Det lokalt ejede Volynskyj Zoologiske Reservat, der beskytter jagtede dyr samt den lokalt sårbare europæiske grævling
- Naturmonumentet "Slavisk klippe", en gruppe af store kalkstenssøjler, siges at være et yndet besøgssted for den polske digter Juliusz Słowacki
- " Stitch-bjerget", et 357 meter høj geologisk monument, der danner et konisk bjerg af kridt, mergel, sand og kalksten med en flad top.
- Danilova-bjerget ('Treenighedsbjerget'), hvorpå den hellige treenighedskirke fra det 12. århundrede stadig står.

Samlet set er den gennemsnitlige højderyg 100 – 200 meter over det omgivende territorium eller 350 – 400 meter over havets overflade. Nederst på højderyggen er et lag hvidt kridt, som kan være op til 100 meter tykt. Dette er overlejret af et lag sand, der blev aflejret af Det Galiciske Hav for 15-20 millioner år siden, over hvilket lag af sandsten og kalksten. Over det hele ligger et 10 – 30 meter tykt lag af løss og ler fra kvartærtiden.

## Klima og økoregion
Klimaet i Kremenets er efter Köppen klimaklassificering (Dfb) fugtigt kontinentalt klima (undertype varm sommer). Dette klima er kendetegnet ved store temperatursvingninger, både dagligt og sæsonmæssigt, med milde somre og kolde, snedækkede vintre.  Kremenets ligger i den centraleuropæiske økoregion med blandede skove .

## Flora og fauna
Kremenets-bjergene har en flora og fauna i den sydlige kant af den centraleuropæiske blandede skovøkoregion, med nogle aspekter af den nordlige skovsteppe. Skovtyper er overvejende eg, elm og fyr. Veludviklede landbrugsmarker omgiver parken på sletterne. Biodiversiteten er høj, fordi området er i overgangen mellem marine og kontinentale zoner samt forskellige geografiske regioner. Over 1.200 arter af planter er blevet identificeret i området, og 16 arter er endemiske for Kremenets-bjergene.
Parken beskytter den kritisk truede art af birketræ, Klokov-birken ("Betula klokovii"), som kun vokser på to bjergtoppe, begge i Kremenets-bjergparken.

## Offentlig brug
Der er vandrestier til de naturlige og kulturelle seværdigheder. Forskere i parken afholder undervisningstimer for de lokale skolebørn.